# گنجشک اوآخاکا
گنجشک آکساکا (نام علمی: Aimophila notosticta) نام یک گونه از تیره زردپره‌ایان است.